# Treccani
L' Enciclopedia Italiana di Scienze, Lettere ed Arti (text en italià per "Enciclopèdia italiana de la ciència, les lletres i les arts"), més coneguda com Treccani pel seu desenvolupador Giovanni Treccani o Enciclopedia Italiana, és una enciclopèdia en llengua italiana. La publicació Encyclopaedias: Their History Throughout The Ages la considera com una de les més grans enciclopèdies juntament amb l' Encyclopaedia Britannica i altres.

## Història
La primera edició es va publicar en sèrie entre 1929 i 1936. En total, s'han publicat 35 volums, més un volum índex. El conjunt contenia 60.000 articles i 50 milions de paraules. Cada volum té aproximadament 1.015 pàgines i es van publicar 37 volums suplementaris entre 1938 i 2015. El director era Giovanni Gentile i el redactor en cap Antonino Pagliaro.
La majoria dels articles estan signats amb les inicials de l'autor. Un assaig acreditat a Benito Mussolini titulat " La doctrina del feixisme " es va incloure a l'edició de 1932 de l'enciclopèdia, tot i que va ser signat de forma amagada amb el pseudònim de Gentile.

## Crítica
L'Enciclopèdia Italiana hauria representat, durant el venteni feixista, un exemple emblemàtic del compromís entre el règim i l'elit cultural italiana de l'època.

## A l'escola
El 30 de maig de 2009 es va oficialitzar un acord aconseguit entre el Ministre per a l'Administració Pública i la Innovació, Renato Brunetta i l' Istituto della Enciclopedia Italiana. L'acord preveu la presència a dos llocs del Ministeri d'alguns materials disponibles amb llicència Creative Commons. A més a més, està previst un enllaç entre el portal Scuola de Treccani i el portal InnovaScuola del Ministeri, mentre aquest darrer hostatjarà un motor de cerca des del qual accedir al vocabulari ia les veus enciclopèdiques presents al lloc de l'Enciclopèdia Treccani.

## Versió en línia
El 1996 va néixer el lloc Treccani.it, que es va convertir a poc a poc en una veritable enciclopèdia en línia consultable gratuïtament. A partir del 2014 el portal va superar els cent milions de visites.